# Qatar Sealine Cross Country Rally
Le Qatar Sealine Cross Country Rally (plus fréquemment dénommé Sealine Cross Country Rally) est une course de rallye-raid (cross-country) qatari organisée par la FIA, et comptabilisée pour la Coupe du monde des rallyes tout-terrain automobile (FIA Cross-Country Rally Championship) depuis sa création. Elle compte également pour le Championnat du monde de rallye tout-terrain motocycliste (FIM Cross Country Rally World Championship), et se déroule durant six jours à la mi-avril, avec le soutien du Qatar Mortor & Motorcycle Federation (le QMMF) et de Salam International.

## Palmarès (automobiles)
| Année | Pilotes              | Copilotes           | Voitures        |
| ----- | -------------------- | ------------------- | --------------- |
| 2020  | Nasser Al-Attiyah    | Matthieu Baumel     | Toyota Hilux    |
| 2019  | Nasser Al-Attiyah    | Matthieu Baumel     | Toyota Hilux    |
| 2018  | Jakub Przygonski     | Tom Colsoul         | Mini All4       |
| 2017  | Nasser Al-Attiyah    | Matthieu Baumel     | Toyota Hilux    |
| 2016  | Nasser Al-Attiyah    | Matthieu Baumel     | Toyota Hilux    |
| 2015  | Nasser Al-Attiyah    | Matthieu Baumel     | Mini All4       |
| 2014  | Nasser Al-Attiyah    | Matthieu Baumel     | Mini All4       |
| 2013  | Jean-Louis Schlesser | Konstantin Zhiltsov | Schlesser Buggy |
| 2012  | Nasser Al-Attiyah    | Cruz Senra          | Toyota Hilux    |

## Palmarès (motos)
| Année | Pilotes        | Moto       |
| ----- | -------------- | ---------- |
| 2018  | Maciej Giemza  | KTM 450 RR |
| 2017  | Sam Sunderland | KTM 450 RR |